# Ismail Nasiruddin Shah

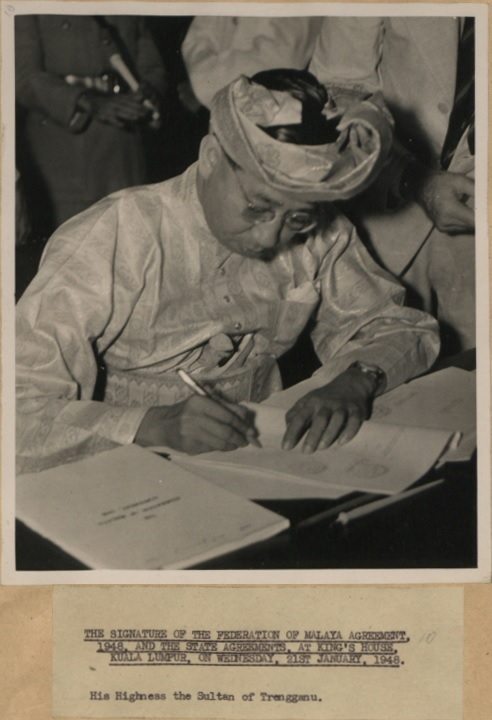
„His Highness the Sultan of Trengganu“ (1948)

Almarhum Sultan Sir Ismail Nasiruddin Shah ibni Almarhum Sultan Zainal Abidin III. (* 16. März 1906 oder 24. Januar 1907 in Kuala Terengganu; † 20. September 1979 ebenda) war der 15. Sultan von Terengganu und vom 21. September 1965 bis 20. September 1970 der vierte malaysische Wahlkönig.

## Ehrungen
- 1935: King George V Silver Jubilee Medal
- 1937: King George VI Coronation Medal
- 1951: Knight Commander des Order of St. Michael and St. George (KCMG)
- 1953: Queen Elizabeth II Coronation Medal
- 1966: Raja des Ordens von Sikatuna
- 1966: Sonderstufe des Großkreuzes des Verdienstordens der Bundesrepublik Deutschland
- 1966: Großer Orden von Mugunghwa
- 1966: Chrysanthemenorden mit Halskette

| Vorgänger         | Amt                             | Nachfolger                |
| ----------------- | ------------------------------- | ------------------------- |
| Tuanku Syed Putra | Yang di-Pertuan Agong 1965–1970 | Abdul Halim Mu’adzam Shah |

| Personendaten    | Personendaten                                                                                           |
| ---------------- | --- |
| NAME             | Ismail Nasiruddin Shah                                                                                  |
| ALTERNATIVNAMEN  | Almarhum Sultan Sir Ismail Nasiruddin Shah ibni Almarhum Sultan Zainal Abidin III. (vollständiger Name) |
| KURZBESCHREIBUNG | 15. Sultan von Terengganu und 4. malaysischer Wahlkönig (1965–1970)                                     |
| GEBURTSDATUM     | 16. März 1906 oder 24. Januar 1907                                                                      |
| GEBURTSORT       | Kuala Terengganu                                                                                        |
| STERBEDATUM      | 20. September 1979                                                                                      |
| STERBEORT        | Kuala Terengganu                                                                                        |